# Анастасиос Галдемис
Анастасиос Галдемис (на гръцки: Αναστάσιος Γαλδέμης) е гръцки просветен деец и общественик.

## Биография
Анастасиос Галдемис е роден през 1881 година в Янина. Завършва обучението си в янинското училище Зосимеа е става учител на янинското островче. След това със стипендия учи филология в Атинския университет. Става преподавател в Драмската гимназия. В Драма е член на гръцкия революционен комитет и сътрудничи на ръководителя на гръцката пропаганда митрополит Хрисостом Драмски. По-късно преподава в гимназията в Мудания. След Балканските войни е назначен в Сярската мъжка гимназия, а по-късно става директор на Сярската женска гимназия. През 1917 г. и е арестуван от българските окупационни власти и изпратен в трудов лагер в България. В 1942 година отново е арестуван от българските окупационни власти и изгонен от Сяр. Председател е на историческото дружество „Орфей“ и на Епирския силогос. Работи за замяна на българските и турските имена на улици със стари имена от гръцката история. Автор е на няколко книги - „Разпръснати листа“ (Σκόρπια φύλλα, 1914), „От каквото казах и от каквото знам“ (Απ’ όσα είπα κι απ’ όσα γνωρίζω, 1925), „Към съда“ (Μπροστά στους ενόρκους, 1947). От 1950 година издава вестник „Кратос“. Умира в 1966 година в Сяр. Името му носи улица в града.